# Presidente Errazuriz (1891)
«Пресіденте Еррасуріс» був захищеним крейсером, головним кораблем свого типу у ВМС Чилі. Його замовили у Франції разом із побратимом «Пресіденте Пінту» урядом президента Хосе Мануеля Бальмаседи.

## Конструкція
Крейсер був побудований у Франції, на верфі Forges et Chantiers de la Meditarrania у Тулоні. Спущений на воду 21 червня 1890 року. Його будівництвом керував адмірал Хуан Хосе Латорре Бенавенте. Броня на палубі становила 2 1/4 дюйми, а в казематах 3 1/4 дюйми. Його броня була виготовлений зі сталі з дерев’яною та мідною підкладкою. Його корпус був розділений на 10 водонепроникних відсіків. Корабель  мав дві горизонтальні машини потрійного розширення, два пропелери та циліндричні котли. Вугільний бункер місткістю 200 тонн вугілля. Екіпаж крейсера складав 171 особу. 

## Історія служби
Доставку затримав уряд Франції через внутрішній конфлікт у Чилі. Якби крейсери та лінійний корабель «Капітан Прат» були отримані силами президента Бальсамеди, це могло б підірвати верховенство на морі прихильників Конгресу, яке власне і забезпечило їм перемогу у протистоянні. Прохання про затримання передачі кораблів надійшло саме від прихильників Конгресу.  
На початку червня 1891 року він відплив із Толтена до Гавра наполовину готовим, укомплектований персоналом за контрактом з транспортної компанії Reunis, де корабель отримав артилерію та завершив комплектування. У Гаврі йому довелося дочекатися прибуття лоцманів та інженерів і завершити деякі незавершені роботи. 14 липня він відправився в Плімут і Фалмут. Звідти він попрямував до Лісабона, звідки 31 липня відплив до Чилі, зупиняючись у Сан-Вісенте-де-Кабо-Верде та Монтевідео . Круїз вийшов на сушу в лютому 1892 року, після закінчення громадянської війни в Чилі 1891 року. У 1899 році під командуванням корабель здійснював гідрографічі обстеження між архіпелагом Чилое та Магеллановою протокою. У 1901 році він досліджував протоку Кокберн, провів дослідження в протоці Бігля, Текеніці та затоці Нассау.
У 1908 році його відремонтували, змінивши артилерію та котли. Встановлено багатотрубні водотрубні котли типу «Бельвіль», що дозволило розвивати швидкість 19 вузлів.  Корабель надавав корисні послуги країні, а потім був списаний на металобрухт у жовтні 1930 року після того, як останні роки відслужив навчальним кораблем для штурманів.